# AVN Awards - Fan Awards
L'AVN Awards - Fan Awards è un insieme di premi assegnati direttamente mediante il voto dei fan. introdotti per la prima volta nel 2011, negli anni hanno visto aumentare sempre di più i premi assegnati. Sono suddivisi in varie categorie e tra le principali vi sono:
- Favorite Female Porn Star
- Favorite Male Porn Star
- Best Body
- Best/Most Spectacular Boobs

- Hottest/Most Epic Ass
- Hottest Newcomer
- Social Media Star/Twitter Queen
- Hottest MILF

- Favorite Trans Performer
- Favorite BBW Performer
- Favorite Trans Cam Performer
- Favorite Indie Clip Star

## Vincitori

### Favorite Female Porn Star
- 2011: Jenna Haze
- 2012: Riley Steele
- 2013: Riley Steele
- 2014: Riley Steele
- 2015: Riley Steele
- 2016: Riley Reid
- 2017: Riley Reid
- 2018: Angela White
- 2019: Angela White
- 2020: Angela White
- 2021: Angela White
- 2022: Angela White
- 2023: Angela White
- 2024: Violet Myers
- 2025: Angela White

### Favorite Male Porn Star
- 2014: James Deen
- 2015: James Deen
- 2016: Keiran Lee
- 2017: Johnny Sins
- 2018: Johnny Sins
- 2019: Johnny Sins
- 2020: Johnny Sins
- 2021: Johnny Sins
- 2022: Johnny Sins
- 2023: Johnny Sins
- 2024: Dreed
- 2025: Milan Ponjevic

### Best Body
- 2011: Alektra Blue
- 2012: Riley Steele
- 2013: Riley Steele
- 2014: Jayden Jaymes
- 2015: Riley Steele

### Best / Most Spectacular Boobs
- 2014: Kagney Linn Karter
- 2015: Jayden Jaymes
- 2016: Hitomi Tanaka
- 2017: August Ames
- 2018: Angela White
- 2019: Angela White
- 2020: Angela White
- 2021: Angela White
- 2022: Angela White
- 2023: Angela White
- 2024: Angela White
- 2025: Angela White

### Hottest / Most Epic Ass
- 2014: Alexis Texas
- 2015: Alexis Texas
- 2016: Alexis Texas
- 2017: Alexis Texas
- 2018: Alexis Texas
- 2019: Abella Danger
- 2020: Abella Danger
- 2021: Abella Danger
- 2022: Abella Danger
- 2023: Abella Danger
- 2024: Abella Danger
- 2025: Abella Danger

### Hottest Newcomer
- 2014: Christy Mack
- 2015: August Ames
- 2016: Abella Danger
- 2017: Lana Rhoades
- 2018: Lena Paul
- 2019: Alina Lopez
- 2020: Autumn Falls
- 2021: LaSirena69
- 2022: Blake Blossom
- 2023: Scarlett Jones
- 2024: Emma Magnolia
- 2025: Dan Dangler

### Social Media Star / Twitter Queen
- 2012: Riley Steele
- 2013: April O’Neil
- 2014: Lexi Belle
- 2015: Dani Daniels
- 2016: Riley Reid
- 2017: Riley Reid
- 2018: Riley Reid
- 2019: Riley Reid
- 2020: Angela White
- 2021: Angela White
- 2022: Angela White

### Hottest MILF
- 2014: Lisa Ann
- 2015: Julia Ann
- 2016: Kendra Lust
- 2017: Kendra Lust
- 2018: Kendra Lust
- 2019: Kendra Lust
- 2020: Ava Addams
- 2021: Kendra Lust
- 2022: Kendra Lust
- 2023: Kendra Lust
- 2024: Kendra Lust
- 2025: Kendra Lust

### Favorite Trans Performer
- 2016: Bailey Jay
- 2017: Aubrey Kate
- 2018: Chanel Santini
- 2019: Chanel Santini
- 2020: Natalie Mars
- 2021: Aubrey Kate
- 2022: Ella Hollywood
- 2023: Daisy Taylor
- 2024: Daisy Taylor
- 2025: Daisy Taylor

### Favorite BBW Performer
- 2018: Angelina Castro
- 2019: Alura Jenson
- 2020: Sofia Rose
- 2021: Sofia Rose
- 2022: BadKitty
- 2023: Alex Blair
- 2024: Alex Blair
- 2025: Alex Blair

### Favorite Webcam / Cam Girl
- 2014: LittleRedBunny
- 2015: Abella Anderson
- 2016: Devious Ange
- 2017: Kati3kat
- 2018: Kati3kat
- 2019: Kati3kat
- 2020: Emily Bloom
- 2021: Aphia DeMieux
- 2022: Happy Yulia
- 2022: Aphia DeMieux
- 2023: Aphia Demieux
- 2024: OnlineGirl_(Alex Knight)
- 2025: Emma Starseed

### Favorite Cam Guy
- 2016: Adam Sinner
- 2017: Adam Sinner
- 2018: Aamir Desire
- 2019: Aamir Desire
- 2020: Brock Cooper
- 2021: Alphonso Layz
- 2022: Arthur Eden
- 2023: Logan Chase

### Favorite Trans Cam Performer
- 2016: Kylie Maria
- 2017: Aubrey Kate
- 2018: Aubrey Kate
- 2019: Aubrey Kate
- 2020: Natalie Mars
- 2021: Casey Kisses
- 2022: Casey Kisses
- 2023: Casey Kisses
- 2024: Aubrey Kate
- 2025: Aubrey Kate

### Favorite Camming Couple
- 2016: Nicolah & Steven Bond
- 2017: CookinBaconNaked
- 2018: 19honeysuckle
- 2019: 19honeysuckle
- 2020: 19honeysuckle
- 2021: 19honeysuckle
- 2022: 19honeysuckle
- 2023: Kylie LaBeau e Casey Kisses
- 2024: Kayley e Emily
- 2025: Faye Wilde & Luna Lore

### Favorite Camming Cosplayer
- 2018: Catjira
- 2019: EliseLaurenne
- 2020: Maitland Ward
- 2021: Purple Bitch
- 2022: Purple Bitch
- 2023: Purple Bitch
- 2024: Sweetie Fox e Bunni Back
- 2025: Violet Myers

### Favorite Indie Clip Star
- 2018: Jenny Blighe
- 2019: Cory Chase
- 2020: Cory Chase
- 2021: Cory Chase
- 2022: Eva Elfie
- 2024: Coco Bae

### Wildest Sex Scene
- 2011: Kayden Kross, Jesse Jane, Riley Steele, Katsuni & Raven Alexis – Body Heat
- 2012: Jesse Jane, Riley Steele, Kayden Kross, Stoya, Bibi Jones & Manuel Ferrara – Babysitters 2

### Most Amazing Sex Toy
- 2016: Dani Daniels Pussy with Bush & Ass
- 2017: Angela White Fleshlight
- 2018: Angela White Fleshlight

### Favorite Studio
- 2014: Brazzers
- 2015: Brazzers

### Favorite Porn Star Website
- 2018: AngelaWhite.com
- 2019: ReidMyLips.com

### Favorite Domme
- 2020: Violet Doll
- 2021: Candy Glitter
- 2022: Brittany Andrews
- 2023: Brittany Andrews
- 2024: London River
- 2025: Brittany Andrews

### Premi assegnati una volta soltanto
- Favorite Movie (2011): Asa Akira Is Insatiable, Elegant Angel Productions
- Best Free Adult Website (2013): Pornhub.com
- Kinkiest (2015): Bonnie Rotten
- Biggest Web Celebrity (2016): Taylor Stevens
- Web Queen (2017): Kissa Sins
- Favorite Membership Site (2018): BrazzersNetwork.com
- Favorite Creator Site Star (2023): Amouranth
- Favorite Porn Star Creator (2023): Angela White
- Favorite Porn Star Creator (2024): Angela White
- Favorite Porn Star Creator (2025): Angela White
- Hottest All-Girl Creator Collab (2023): Angela White e Sky Bri
- Hottest All-Girl Creator Collab (2024): Angela White e Violet Myers
- Hottest All-Girl Creator Collab (2025): Angela White e Slimthick Vic
- Hottest Anal Creator Collab (2023): Angela White e Michael Stefano
- Hottest Anal Creator Collab (2024): Angela White e Alex Mack
- Hottest Boy/Girl Creator Collab (2023): Violet Myers e Alex Mack
- Hottest Boy/Girl Creator Collab (2024): Lena the Plug e Jason Luv
- Hottest Boy/Girl Creator Collab (2025): Angela White e Girthmasterr
- Hottest Trans Creator Collab (2023): Small Hands e Aubrey Kate
- Hottest Trans Creator Collab (2024): Dante Colle e Aubrey Kate
- Hottest Trans Creator Collab (2025): Brittney Kade e Angellica Good
- Hottest Oral Creator Collab (2023): Angela White e Pressure
- Hottest Solo Creator Collab (2023): Violet Myers
- Ultimate Oral Content Creator (2024): Coco Bae
- Supreme Solo Content Creator (2024): Coco Bae